# Exotic Coachcraft
Exotic Coachcraft war eine US-amerikanische Automarke.

## Markengeschichte
Exotic Coachcrafts Inc. wurde am 25. Juni 1984 in San Diego in Kalifornien gegründet. In der Literatur findet sich dagegen die Firmierung Exotic Coachcraft. Die Produktion von Automobilen und Kit Cars begann. Der Markenname lautete Exotic Coachcraft. Nach dem 12. März 1990 ist über dieses Unternehmen nichts mehr bekannt.
Seigo Takei übernahm das Unternehmen und benannte es in Design Seigo Inc. um. Als Gründungsdatum ist der 25. Mai 1988 überliefert und als Sitz Chula Vista. Takei überarbeitete das Fahrzeugmodell, verbesserte die Qualität und exportierte viele Fahrzeuge nach Japan. 1990 endete die Produktion.

## Fahrzeuge
Das einzige Modell war die Nachbildung eines Ferrari 365 GTB/4 als offener Roadster. Fahrgestell und Motor kamen vom Corvette. Eine Quelle bezeichnet den Nachbau als gelungen.